# Čertež
Čertež, česky a slovensky také Čertyž (ukrajinsky Чертеж, maďarsky Ungcsertész), je část obce Chudlovo, v územní komunitě Seredné, v okrese Užhorod, v Zakarpatské oblasti Ukrajiny. V roce 2025 zde žilo 616 obyvatel.

## Historie
V písemných pramenech je ves známá pod názvy „Czyrczys“, „Czerczes“, „Chyertez“. Prameny uvádějí, že ves existovala již před rokem 1407, kdy byla poprvé zmíněna. Do uzavření Trianonské smlouvy byla součástí Uherska, poté byla součástí Československa. V období let 1939 až 1944 byla okupována Maďarskem. Od roku 1945 byla součástí Ukrajinské sovětské socialistické republiky, která byla součástí Sovětského svazu; nakonec od roku 1991 je součástí samostatné Ukrajiny.

## Pamětihodnosti
- Chrám sv. Archanděla Michaela, z roku 1917.
- Zámeček ze 17. století, později několikrát přestavovaný, ve kterém žil a zemřel Konstantin Hrabar (1877–1938), třetí guvernér Podkarpatské Rusi, jedné ze samosprávných zemí československé první republiky.[3] Zámeček je ve vlastnictví Hrabarových potomků (2024).
- Památkově chráněný park.

## Osobnosti
- Konstantin Hrabar (1877–1938), třetí guvernér Podkarpatské Rusi